# 2011年白俄罗斯抗议

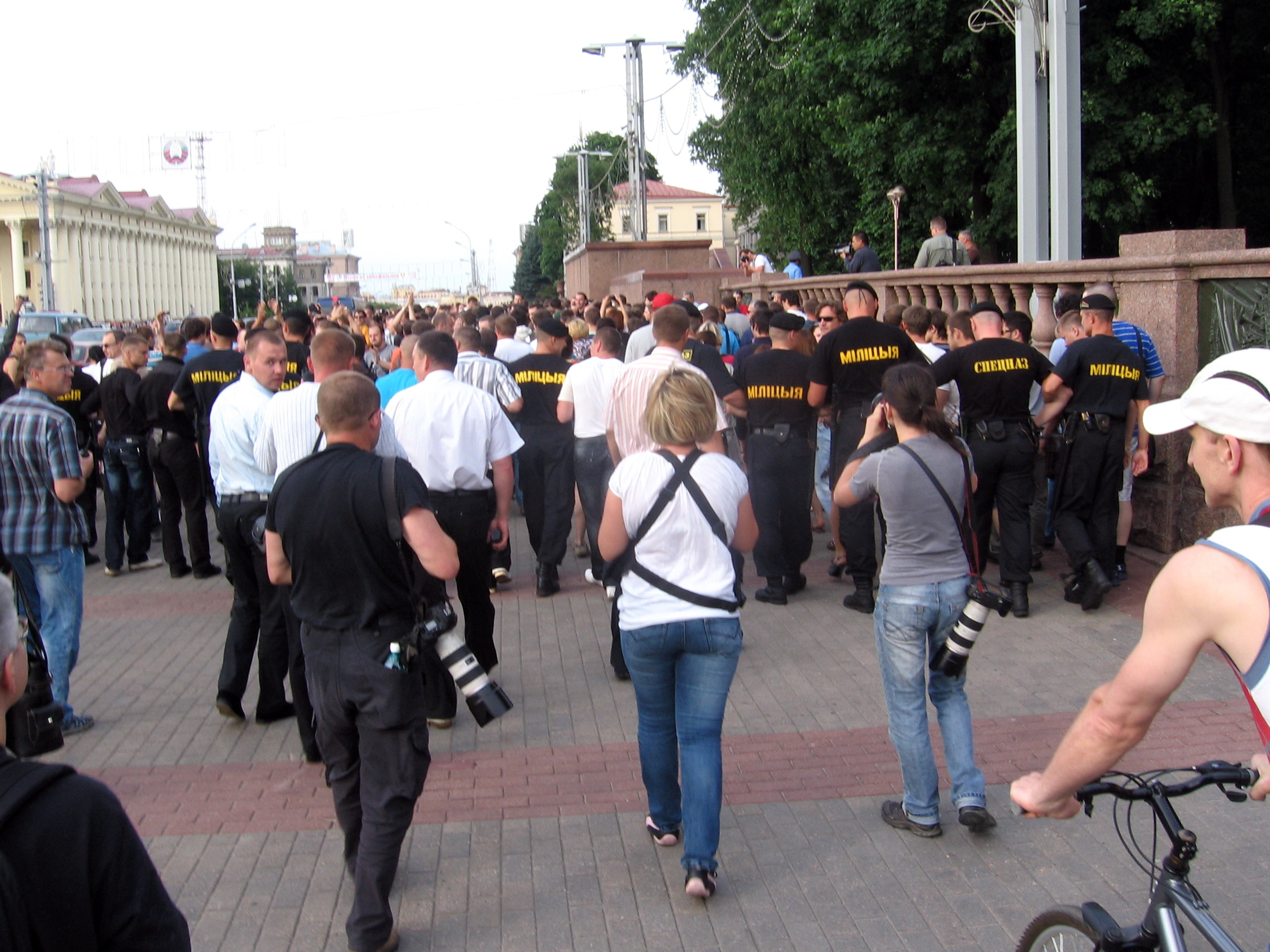
6月15日，白俄特种部队驱散首都明斯克抗议活动的参与者

2011年白俄罗斯的抗议活动始于2011年6月。抗议活动的第一个重大事件是“停止使用汽油！”的行动。 6月7日，抗议者们随后在社交网络上商定了一项系统性无声抗议或群众庆祝活动的计划，内容为从6 月8日起每周三 19:00 在该国最大城市的中心广场举行游行。这些游行是这样的：人们聚集在没有标识的预定地点，来回走动，时不时鼓掌。一段时间后，人们又自发散去。行动的初步协调工作是在社交网络中进行的，从这产生了该运动的自名—— “通过社交网络的革命” 。
游行者们的第一次行动在明斯克（有400 名参与者）、布列斯特和戈梅利（有200 名参与者）以及莫吉廖夫（有80 名参与者）举行。
白俄罗斯政府当局采用了各种方法来阻止这场无声抗议：政府在主要广场上组织行动，用十字转门将广场围起来禁止活动，限制市中心公共交通的通行，用警察和突击队包围广场。在抗议现场，聚集的人们被驱散，许多人被拘留（特别是那些没有响应禁止鼓掌或命令不要站立的人）。从6 月 15 日第二次行动开始，逮捕参与者和旁观者的行动已在明斯克（15 人）、格罗德诺（15 人）、布列斯特（约 10 人）、维捷布斯克、奥尔沙、莫吉廖夫、戈梅利、萨利霍尔斯克（19 人）、巴拉纳维奇、巴雷萨瓦（约30人）、若季纳（2人）  实行。
行动期间，政府命令记者不得拍摄镇压时的情况。

## 抗议活动的形成因素
6月的抗议活动是白俄罗斯经济形势恶化的结果，特别是5月23日白俄罗斯卢布贬值56% 以及随后物价的大幅上涨。此外，社会上一部分人对白俄罗斯的社会政治局势感到不满，这种不满在2010年12月19日总统选举后急剧恶化。

## 年表
《布列斯特报》是最先对这一行动作出回应的公共媒体，但是它只关注到6月1日在布列斯特发生的“小规模抗议行动”  。

### “停止汽油！”
第一个名为“停止汽油”的重大行动于 6 月 7 日发生。该活动由“For the car”公共倡议组织，其目的是抗议白俄罗斯加油站汽车燃油零售价平均上涨 30%，6月7日是由国有公司白俄罗斯国家石油和化学公司实行上调后价格的前一天。这是该公司在2011年中第四次上调燃油价格。 
首先由数百名驾车者封锁了明斯克市中心，一支装有紧急警报和行动标志的车队从邮政总局一直延伸到中央百货商店。另外一组占据了雅库布·科拉斯和佩拉莫加广场之间的大道。第三组去了马戏团附近的大街。行动者们停下车，掀起引擎盖，造成当地交通堵塞。
示威者敦促独立大道最右车道免费供公共交通使用，尽管并非总是可行。然而，在这种情况下，乘客下车后向行动参与者鼓掌，聚集了数百名观众。数十名骑自行车的人来到斯维斯拉赫大桥上以示支持。驾车者拦住了试图拖走停下来的汽车的警察拖车。某处交警试图动手将示威者赶走。但交警没有攻击人，防暴警察没有干预，附近停着的一辆囚车也没有介入。 
为了回应驾车者的抗议，白俄罗斯总统亚历山大·卢卡申科签署了一项法案，强制降低汽油价格，不得超过 4,500 白俄罗斯卢布每升 

## 秩事
公关人员塞维亚林·亚历山德拉维奇·克维亚特科夫斯基表示广场2010是“老反对派”的最后一次重大行动。白俄罗斯当局希望他们已经“清理”了活动人士的公共空间。但新一代很快就出现了——他们采取了无声的抗议行动 。
2013年，亚历山大·卢卡申科因白俄罗斯禁止公众鼓掌事件获得搞笑诺贝尔和平奖，白俄罗斯警察也因以“在公共场合鼓掌”逮捕一名独臂残疾人案获得该奖  。

## 链接
- “通过社交网络进行革命”小组，其中讨论了行动的细节 （页面存档备份，存于）
- 6月7日“停止汽油” （页面存档备份，存于）
- 7月3日节日游行图片报道 （页面存档备份，存于）
- 7 月 3 日拘留，视频 （页面存档备份，存于）

1. ↑  .   [2024-03-20]. （原始内容存档于2011-07-07）.
2. ↑  .   [2024-03-20]. （原始内容存档于2011-08-12）.
3. ↑  Коршунов, С. . Брестская газета. 2011, (№ 23 (442) (3—9 июня))  [2024-03-20]. （原始内容存档于2016-03-04）.
4. 1 2  .   [2024-03-20]. （原始内容存档于2011-08-08）.
5. ↑  .   [2024-03-20]. （原始内容存档于2011-06-10）.
6. ↑  Успамін пра 19 сьнежня 2010-га — Радыё Свабода 的存檔，存档日期29 November 2020[日期不符].
7. ↑  .   [2024-03-20]. （原始内容存档于2013-09-14）.
8. ↑  .   [2024-03-20]. （原始内容存档于2021-01-10）.